# Stresstoleranz
Die Stresstoleranz, auch Stressstabilität, ist die Widerstandskraft eines lebenden Organismus gegen physiologische und psychologische Stressoren. Die Stresstoleranz steht in engem Zusammenhang mit der Vitalität von Pflanze, Tier und Mensch gegenüber Angriffen aus der Umwelt oder dem direkten Umfeld.
- Bei Pflanzen bezieht sich der Begriff auf die Toleranz gegenüber zu übermäßigen oder mangelnder Wasserversorgung, unpassender Temperatur, unpassender Sonnen- bzw. Lichtintensität, Nährstoffmangel, Krankheitsauslösern und Schädlingsattacken (Fäulnis, Welke, Mangelkrankheit, Pilzkrankheit u. a.). Die Stressstabilität kann auch als Vorstufe von Krankheits- und Schädlingsresistenz verstanden werden. Der Einsatz von Bioeffektoren und Pflanzenstärkungsmitteln soll die Stressstabilität von Pflanzen verbessern.

- Bei Tieren, bezieht sich der Begriff neben der physiologischen auch auf verhaltensorientierte Toleranz gegenüber belastenden Umweltfaktoren. In diesem Zusammenhang sind als Stressoren Haltungsform und Herdengröße im Verhältnis zum artgerechten Lebensraum zu beachten. Mangelnde Wasserversorgung, Lüftung und Hygiene führt zu Stress, Krankheit und Tod, Mobbing und Aggression gegenüber Artgenossen ist das Zeichen zu enger Haltung.

- Bei Menschen unterscheidet man physiologische und psychologische Stressoren, die als Eustress und Distress positiv oder negativ empfunden werden. Im Falle mangelnder Stresstoleranz kommt es zum Burn-out und weiteren Krankheiten.